# Szalafizmus

Szalafi mecset Indiában, Payyanurban

A szalafizmus, más nevein: szalafita mozgalom, szalafí, szalafíjja (arab: السلفية as-salafiyya) a szunnita iszlámon belüli ultrakonzervatív reformág, amely a 18. század első felében az Arab-félszigeten alakult ki. A Mohamed próféta utáni első három generáció, a szalaf hagyományaihoz való visszatérést tanítja.
A szalafík közé tartoznak a vahhábik; de a kifejezést nem kifejezetten a szaúdi-vahhábizmusra használják.
Ellenfeleik véleménye szerint a szalafizmus nem megőrzi, hanem felforgatja a múlt lényegi tartalmát. 

## Fordítás
- Ez a szócikk részben vagy egészben  a   Salafi movement című angol Wikipédia-szócikk ezen változatának fordításán alapul.  Az eredeti cikk szerkesztőit annak laptörténete sorolja fel. Ez a jelzés csupán a megfogalmazás eredetét és a szerzői jogokat jelzi, nem szolgál a cikkben szereplő információk forrásmegjelöléseként.